# Micropsectra apposita
Micropsectra apposita är en tvåvingeart som först beskrevs av Walker 1856.  Micropsectra apposita ingår i släktet Micropsectra och familjen fjädermyggor. Arten är reproducerande i Sverige. Inga underarter finns listade i Catalogue of Life.